# Resolutie 185 Veiligheidsraad Verenigde Naties
Resolutie 185 van de Veiligheidsraad van de Verenigde Naties was de tweede van twee resoluties die op 16 december 1963 werden aangenomen. Het was tevens de laatste resolutie van de Veiligheidsraad uit 1963. Ze werd unaniem goedgekeurd en beval Kenia aan voor VN-lidmaatschap.

## Inhoud
De Veiligheidsraad had de aanvraag van Kenia voor VN-lidmaatschap bestudeerd, en beval de Algemene Vergadering aan Kenia toe te laten treden tot de Verenigde Naties.

## Verwante resoluties
- Resolutie 177 Veiligheidsraad Verenigde Naties (Oeganda)
- Resolutie 184 Veiligheidsraad Verenigde Naties (Zanzibar)
- Resolutie 195 Veiligheidsraad Verenigde Naties (Malawi)
- Resolutie 196 Veiligheidsraad Verenigde Naties (Malta)

Lijst ·  178 ·  179 ·  180 ·  181 ·  182 ·  183 ·  184 ·  185